# 織田信長 天下を取ったバカ
『織田信長 天下を取ったバカ』（おだのぶなが てんかをとったバカ）は、1998年3月25日にTBSで放映されたスペシャルドラマの時代劇。当時、SMAPの木村拓哉が時代劇に初挑戦した。視聴率は21.8%。
放送は、水曜日21時00分 - 22時54分。2014年8月6日に、DVDとBlu-rayが発売された。

## 概要
当時、『ロングバケーション』（フジテレビ系列）などのトレンディドラマに出演していた木村拓哉の、時代劇初出演にして主役に大抜擢された作品である。さらに、歴史上の人気武将である織田信長を演じることでも話題となった。
物語は、織田信長の青年時代を中心に描いており、ラストで弟である織田信行を斬り、天下取りへの決意を新たにする場面で締められている。そのため、桶狭間の戦いや本能寺の変などの有名なシーンは一切描かれていない。
ロケは、岩手県江刺市の他、彦根城や岐阜城を中心に撮影されている。

## あらすじ
織田家の次期当主・織田信長は子分たちと山賊相手の喧嘩をして、ボロボロの姿で末森城に帰参していた。母の土田御前や平手政秀ら重臣たちは、織田家の次期当主らしからぬ振る舞いに対し叱咤（）するも、当の信長は、鉄砲の試し撃ちの光景に夢中になっていた。
新たな戦の道具として重臣に知られていたこの鉄砲に関して、戦ではまるで役に立たないからと仕入れに対する猛反対の声が上がっていた。しかし、信長は無断で鉄砲を購入してしまい、さらに鉄砲商人を独断で臣下に加えたことにより、重臣の信長に対する不満は増すばかりであった。
一方で、当主・織田信秀と斉藤道三の間で和睦が成立したことで、道三の娘・濃姫との政略結婚の準備が着々と進められていた。

## キャスト
- 織田信長 - 木村拓哉
- 織田信行 - 筒井道隆
- 濃姫 - 中谷美紀
- 吉乃 - 麻生祐未
- 生駒八右衛門 - 永島敏行
- 林通勝 - 津嘉山正種
- 土岐光秀 - 渡辺いっけい
- 千里 - 岡本麗
- 又三郎- 近藤芳正
- 柴田権六郎 - 相島一之
- 伴田富士丸 - 田口浩正
- 丹羽万千代 - 伊崎充則
- 市原千九郎 - 竹沢一馬
- 佐久間大学 - 光石研
- 堀田道空 - 岩崎ひろし
- お市 - 沼澤祐香
- 大三 - 長江英和
- 金治 - 小坪弘良
- 吾作 - 西海健二郎

### 特別出演（五十音順）
- 土田御前 - いしだあゆみ
- 平手政秀 - 小林稔侍
- 織田信秀 - 夏八木勲
- 斎藤道三 - 西田敏行

## スタッフ
- 脚本 - 井上由美子
- 原作 - 坂口安吾
- 音楽 - 辻田晃司
- 主題歌 - エリック・クラプトン「Change The World」
- プロデュース - 生野滋朗、植田博樹
- 製作 - TBS

## 関連書籍
- 坂口安吾『信長』筑摩書房、東京都台東区蔵前2丁目5番3号、1953年5月。ASIN B000JBATJC。
  - 坂口安吾『信長』筑摩書房、東京都台東区蔵前2丁目5番3号、1955年3月。ASIN B000JB3YTO。
  - 坂口安吾『信長・イノチガケ』川村 湊（解説）、講談社、東京都文京区音羽2丁目12番21号〈講談社文芸文庫〉、1989年10月4日。ASIN 4061960571。ISBN 978-4061960572。 NCID BN0581392X。OCLC 21997942。全国書誌番号:90004131。
  - 坂口安吾『信長』宝島社、東京都千代田区一番町25番地、2006年2月。ASIN 4796651411。ISBN 978-4796651417。 NCID BA76109485。OCLC 170195775。全国書誌番号:20980697。
  - 坂口安吾『信長』宝島社、東京都千代田区一番町25番地〈宝島社文庫〉、2008年6月3日。ASIN 4796664106。ISBN 978-4796664103。OCLC 231725087。全国書誌番号:21423529。